# Khow suey

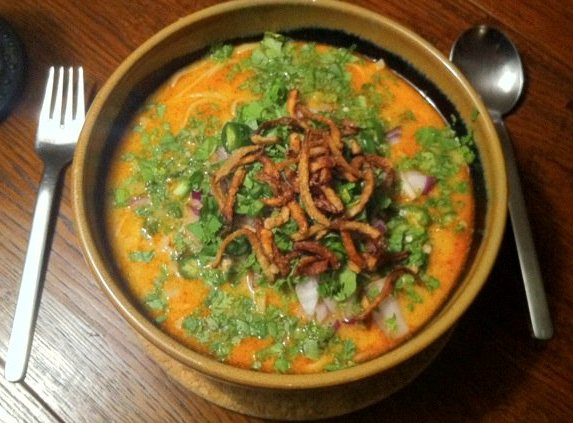
Khow suey

En la gastronomía de Birmania, Khow Suey, es un plato de fideos que viene de las montañas del estado de Shan. Se trata de una sopa de harina de un plato hecho con fideos de huevo y curry de carne o pollo con leche de coco, servido con una variedad de contrastes de condimentos. Es similar al plato Birmano de fideos Ohn no khao swè, literalmente, "fideos de leche de coco".

## Historia
El plato se originó en Birmania, y llegó a las Indias Orientales con los indios que emigraron de Birmania durante la Segunda Guerra Mundial. 